# تیر روکش لایه

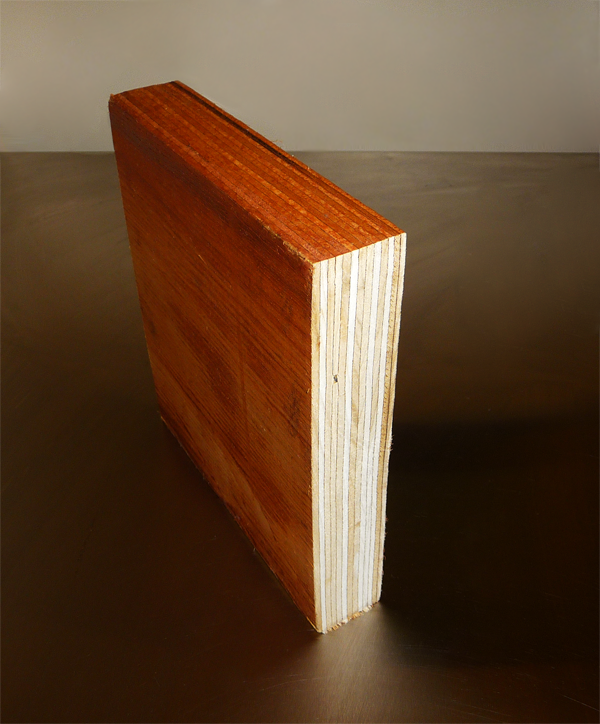
تیر روکش لایه

تیر (الوار) روکش لایه (Laminated Veneer Lumber = LVL) یک محصول مهندسی شده چوبی است که از لایه‌های متعددی از چوب با ضخامت کم تشکیل شده که در راستای موازی الیاف و با استفاده از چسب بروی هم مونتاژ میشوند. LVL دارای مزایای بسیار گستردهای نسبت به الوارهای متداول چوبی است از جمله تولید در شرایط قابل کنترل در کارخانه، محکمتر، صافتر و همگنتر. LVL با توجه به ساختارش، کمتر دچار اعوجاج، پیچش، تاب و کمان و تغییر ابعاد میشود. LVL یکی از محصولات سازهای با قابلیت مقایسه با تیرهای لایهای (Glued laminated timber = Gluelam) اما با قابلیت تحمل تنش بالاتر است. (۱)

## تاریخچه
تیرهای لایهای مانند LVL، یکی از نوآوریهای نسبتاً جدید است. توسعه LVL نتیجه تحول در فناوریهای جدید و فشار اقتصادی برای استفاده از گونه‌های جدید و درختان کم قطر است که قابلیت استفاده برای ساخت الوارهای چوبی را نداشتند. (۲) در حالی که استفاده از تختهلایه در اوایل قرن بیستم به‌طور زیادی رواج پیدا کرده بود، ابداع LVL به دهه ۱۹۸۰ و بعد از ابداع تخته تراشه معطوف بوده‌است. (3) LVL به عنوان یکی از زیرشاخههای تیرهای لایهای (Gluelam) در مؤسسه تعیین خصوصیات سازههای چوبی شناخته میشود. نخستین بررسیها در زمینه تیرهای مهندسی شده به جنگ جهانی دوم بر میگردد. در ۱۹۴۲، تقاضا برای چوب و سازههای چوبی به شدت افزایش پیدا کرد به گونهای که کاهش منابع چوبی به شدت چشمگیر بود. (۴) (۵) ابداع تیرهای روکش لایه امروزی را گاهی میتوان به Arthur Troutner مرتبط دانست. در اواسط قرن ۱۹ میلادی از LVL برای ساخت مبلمان و پیانو استفاده میشد، تا زمانیکه Troutner نخستین LVL در مقیاس بزرگ برای استفاده در ساخت و ساز را توسعه داد. تولید صنعتی و کاربرد گسترده LVL توسعه داده شده توسط Troutner در نیمه دهه ۱۹۸۰ بسیار مورد توجه قرار گرفت؛ زمانیکه نگرانیهای زیست‌محیطی در مورد کاربرد بی‌رویه از الوارهای چوبی افزایش یافته بود. (۶)(۷)

## خصوصیات کیفی
تیرهای روکش لایه از لحاظ ظاهری خیلی شبیه به تخته لایه هستند، اگرچه در تخته لایهها، لایه به صورت متقاطع قرار میگیرند، (۸) اما در تیرهای روکش شده لایه‌ها به صورت موازی الیاف بروی هم مونتاژ می‌شوند که تقریباً به ساختاری شبیه به چوب دارد Allen و همکاران (۲۰۰۴). تیرهای روکش لایه را معمولاً از لحاظ حد مجاز مدول الاستیسیته و تنش خمشی قابل تحمل در بازار می‌شناسند. (۹) مدول‌های الاستیسیته معمول در محدود ۱۲ تا ۱۴ گیگا پاسکال و تنش‌های خمشی در محدود ۱۹ تا ۲۱ مگاپاسکال است. ترکیب چسب و ساختار تیرهای روکش لایه تا د زیادی به سازنده آن بستگی دارد، اما معمولاً یک متر مکعب تیر روکش لایه متشکل از ۵/۹۷ درصد چوب، ۴/۲ درصد چسب فنل فرمالدهید، ۰۲/۰ درصد رزورسینول فرمالدهید و ۰۳/۰ درصد پرکننده تشکیل شده‌است. (۱۰)(۱۱)

## فرایند تولید
LVL معمولاً توسط شرکت‌هایی در آمریکای شمالی تولید می‌شود که تیرهای I شکل را نیز تولید می‌کنند. LVL با اندازه‌های مطابق و سازگار با عمق قالب سازه‌های I شکل برای استفاده به عنوان تیر و سردرهای بزرگ ساخته شده‌است. علاوه بر این، برخی از تولیدکنندگان، LVL را به اندازه قوس که در ساخت تیرهای I شکل مورد نیاز است برش زده می‌شوند. تولیدکنندگان آمریکای شمالی در سال ۲۰۱۲ بیش از ۱٫۲ میلیون متر مکعب (۴۳٫۴ میلیون فوت مربع) LVL در ۱۸ کارخانه مختلف تولید کردند. میزان تولید در سال ۲۰۱۳ با بیش از ۱۴ درصد رشد افزایش یافت. [۱۲] [۱۳]. قرارگیری کارخانه‌های LVL در کنار خطوط تولید تیرهای I شکل تصادفی نیست، چراکه سازندگان ساختمان معمولاً ترکیبی از تیرهای I شکل با LVL را برای کف و سقف ساختمان استفاده می‌کنند. (۱۴)

## کاربردها
سازندگان مسکونی و طراحان ساختمان معمولاً ترکیبی از I - joist و LVL را برای استفاده در سقف و کف ساختمان استفاده می‌کنند. LVL یک ماده ساختمانی بسیار قابل‌اعتماد در نظر گرفته می‌شود که بسیاری از ویژگی‌های مشابه با الوارهای با اندازه بزرگ را فراهم می‌کند. همچنین می‌توان از LVL در ترکیب با Gluelam برای افزایش قدرت و مقاومت تیر در برابر تنش‌های خارجی استفاده کرد. (۱۵) لازم است ذکر شود که به دلیل عدم نفوذپذیری چسب مورد استفاده در ساخت LVL در برابر مواد شیمیایی مورد استفاده برای تیمار، کاربرد LVL برای مصارف خارج ساختمان محدود است. یک تراس که با استفاده از LVL تیمار شده تحت فشار ساخته شده بود، به دلیل پوسیدگی داخلی اجزای LVL با قدمت ۱۲ساله در آمریکا فرو ریخت، در حالیکه بازرسی‌های دیداری را گذرانده بودند. فروپاشی سازه‌های ساخته شده با LVL در آمریکای شمالی، ۳۳٪ متعلق به ساختمان‌های مسکونی جدید، ۲۵٪ متعلق به سازه‌های تعمیر شده، ۸٪ ساختمان‌های غیر مسکونی و ۳۴٪ متعلق به سازه‌های مبلمانی و غیره گزارش شده‌است [۱۶].

## تیرهای سازه‌ای
LVL متعلق به گروه فراورده‌های مهندسی شده چوبی با نام تیرهای سازه‌ای است. سایر اعضای این دسته عبارتند از تیرهای رشتهای موازی (PSL) و الوارهای رشته‌ای لایهای (LSL). تمام اعضای این گروه از استحکام بالای برخوردنارند و در نتیجه برای برخی کاربردها قابل جایگزینی به جای یکدیگر را دارند. (17) PSLاز لایه‌های چوبی که تبدیل به رشته‌های بلند شده‌اند که به صورت موازی و در جهت موازی با الیاف بروی هم قرار گرفته و پرس می‌شوند. در LSL به جای روکش از تراشههای چوبی استفاده می‌شود که قرارگیری آن‌ها در جهت موازی الیاف تقریباً کمتر از PSL است. طول تراشه‌ها نیز در LSL کمتر از PSL است و تقریباً شبیه به یک تخته تراشه با ضخامت بالا می‌باشد. مجموعه لایه‌های PSL و LVL خیلی شبیه هم هستند، فقط در ابعاد با هم تفاوت دارند. مجموعه لایه‌های PSL طول و عرضی تا ۶۰ فوت و ۱۲ اینچ می‌توانند داشته باشند، در حالیکه در LVL طول و عرضی تا ۴۰ و ۸۰ فوت می‌توانند داشته باشند. (۱۸)

## تیر رشته‌های موازی (PSL)
تیر رشته‌های موازی یک نوعی از فراورده‌های مهندسی شده چوبی هستند که از رشته‌های چوب قرارگرفته به صورت موازی در جهت الیاف با چسب ساخته می‌شوند. از آن برای تیرها، ستون، سرستونها و … استفاده می‌شود. رشته چوب‌های مورد استفاده در PSL حداقل دارای یک بعد به اندازه ۴/۶ میلی‌متر باید باشند و میانگین طول آن‌ها حداقل ۳۰۰ برابر کوچک‌ترین بعد آنهاست.